# БАКСАЛ
Бангладеш Крішак Шрамік Авамі Ліг (бенг. বাংলাদেশ কৃষক শ্রমিক আওয়ামী লীগ) — політичний рух на підтримку партії Авамі Ліг та її лідера, президента Бангладеш, Муджибура Рахмана. Було засновано у червні 1975 року. Інші політичні партії та рухи були на той час заборонені.
БАКСАЛ було розпущено 15 серпня 1975 року після убивства Рахмана, а партії Авамі Ліг та Крішак Шрамік знову стали незалежними політичними силами.